# Чирко Михайло Кузьмич
Михайло Кузьмич Чирко (нар. 1918, с. Погреби, Драбівський район, Черкаська область) — радянський футбольний суддя та тренер.

## Кар'єра арбітра
Суддівську кар'єру розпочав у 1961 році, як лайнсмен обслуговував 2 поєдинки Класу «А», підгрупи II. Того ж року провів 3 поєдинки як головний арбітр у Класі «Б» I зони УРСР.

## Кар'єра тренера
У 1950-х роках тренував аматорську команду «Трудові резерви» (Київ). У 1962 році очолив київський «Арсенал». Потім працював головним тренером у клубах «Десна» (Чернігів), «Чайка» (Балаклава) та «Дніпро» (Кременчук).